# پرندگان پادراز
پرندگان در کانادا و ایالات متحده به چندین خانواده از پرندگان گام‌زن و پادراز در بوم‌سازگان‌های نیمه‌آبی به عنوان Wader یا Wading birds اشاره می‌کنند. اینها شامل خانواده‌های بال‌آتشیان (Phoenicopteridae)، لک‌لکان (Ciconiidae)، مرغ‌مقدسان (Threskiornithidae)، حواصیلان (Ardeidae) و خانواده‌های فوق‌العاده سرچکشیان (Scopidae) و نیل‌لک‌لکان (Balaenicipiti) است. در جاهای دیگر جهان، این کلمه به چیزی اشاره دارد که در آمریکایی‌های شمالی به آن «پرنده ساحلی» می‌نامند، خانواده‌های مختلفی از راسته سلیم‌سانان (Charadriiformes). در گذشته همه این خانواده‌ها بر اساس شباهت کلی در آناتومی و اکولوژی و همچنین برخی از داده‌های مولکولی در ردیف لک‌لک‌سانان (Ciconiiformes) طبقه‌بندی می‌شدند. با این حال، مطالعات ژنومی اخیر نشان داده است که این گروه چندتبار هستند، فلامینگوها بیشتر با کشیم‌ها مرتبط هستند، در حالی که اکراس‌ها، حواصیل‌ها، سرچکشی و نوک‌کفشی بیشتر به پلیکان مرتبط هستند. در نتیجه این تغییرها، فلامینگوها به ترتیب بال‌آتشی‌سانان (Phoenicopteriformes) و لک‌لک‌سانان (Ciconiiformes) تنها به لک‌لک‌ها محدود می‌شوند. بقیه پادرازها در راسته پلیکان‌سانان (Pelecaniformes) طبقه‌بندی شده‌اند.
در برخی از راهنماهای میدانی، خانواده‌های درناها (Gruidae) و مرغ‌لنگان (Aramidae) نیز به‌عنوان پادراز در نظر گرفته می‌شوند. با این حال، برخلاف خانواده‌های یادشده پیشین، درناها و لنگ‌مرغان هرگز به پرندگان شبه‌حواصیل وابسته نیستند و همیشه به عنوان اعضای راسته کلنگ‌سانان (Gruiformes) طبقه‌بندی می‌شوند.